# Jesu lidande och död

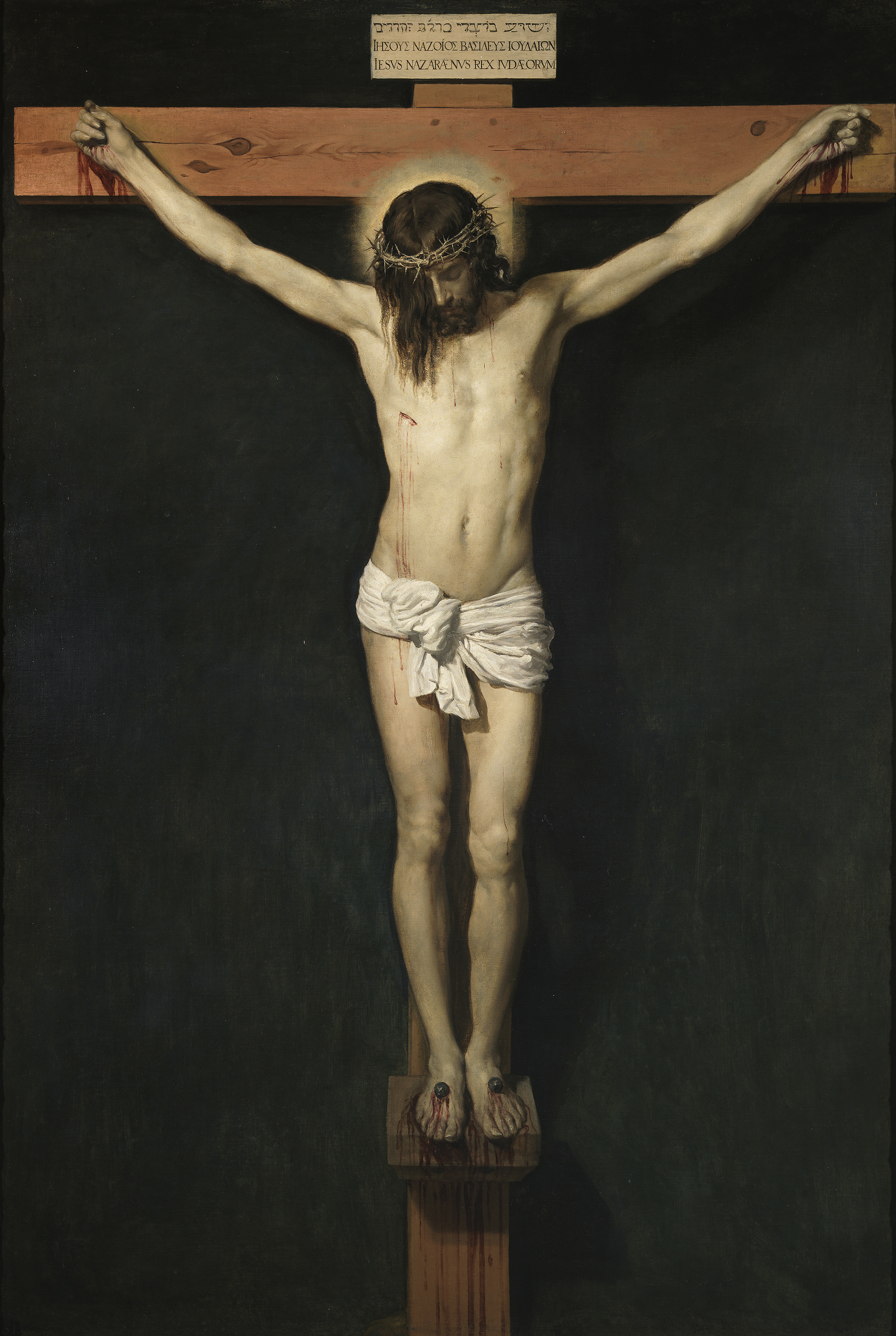
Kristi korsfästelse av Diego Velázquez, 1632.

Jesu lidande och död är berättelsen enligt Nya Testamentet om hur Jesus Kristus förråddes, fängslades och korsfästes till döds på Golgata i Jerusalem. Den följs enligt kristen tro av Jesu uppståndelse. Avrättningen anses ha ägt rum i början av 30-talet e.Kr., och skulle kunna ha inträffat fredagen den 3 april 33 e.Kr., baserat på Nya Testamentets uppgift om en jordbävning som inträffade samtidigt i Jerusalem. Påsken firas inom kristen tradition bland annat till minne av denna händelse, och är årets viktigaste högtid i den kristna kyrkan. 

## Jesu död enligt Bibeln
Samtliga fyra evangelier beskriver korsfästelsen av Jesus. Han döms som upprorsstiftare av den romerske ståthållaren Pontius Pilatus.
Jesu ord på korset är de fraser som Jesus yttrade på korset.

## Jesu död i kristen liturgi
Jesu död högtidlighålls under långfredagen. Korsfästelsen är en av de händelser i Bibeln som flitigast har skildrats i konsten.

## Jesu död i teologi
Jesu död är en central händelse i kristen teologi, framför allt för försoningsläran.

## Bilder

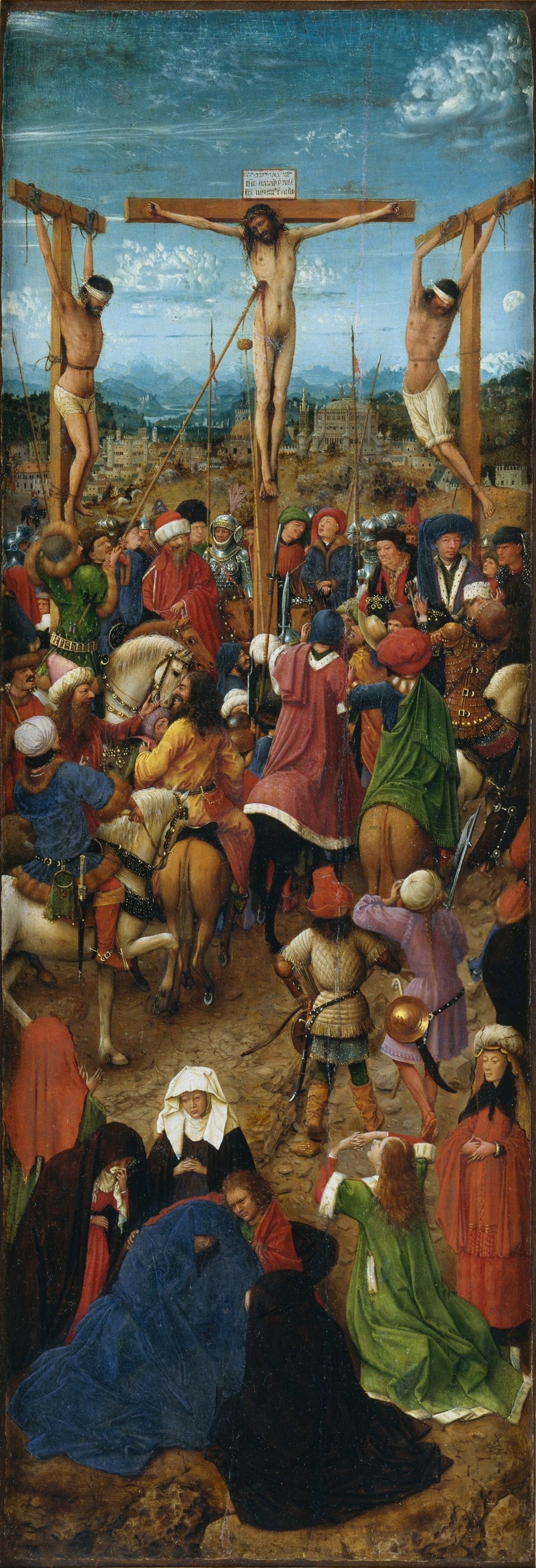
Korsfästelsen av Jan van Eyck (cirka 1438).
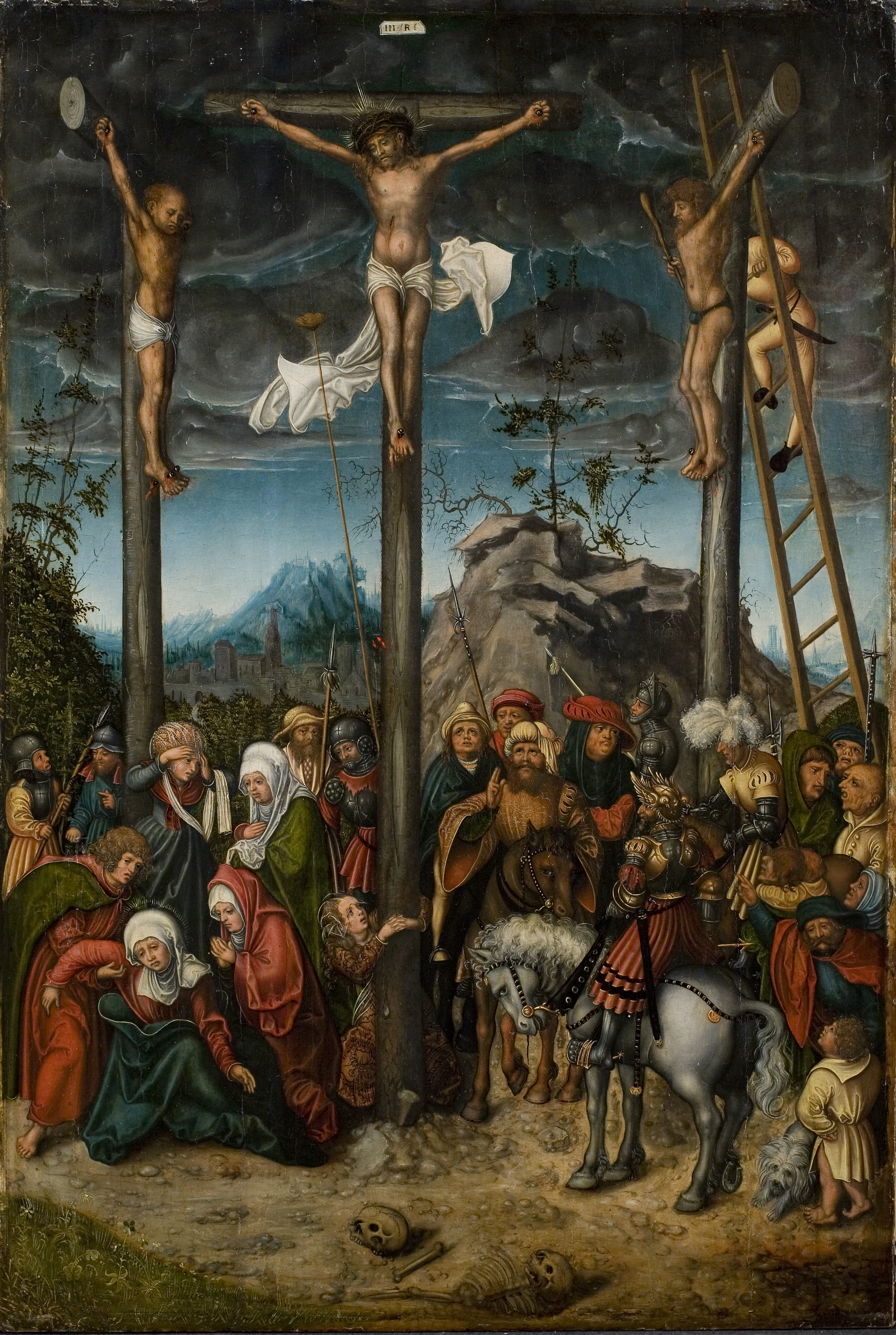
Korsfästelsen av Lucas Cranach den äldre (cirka 1520).
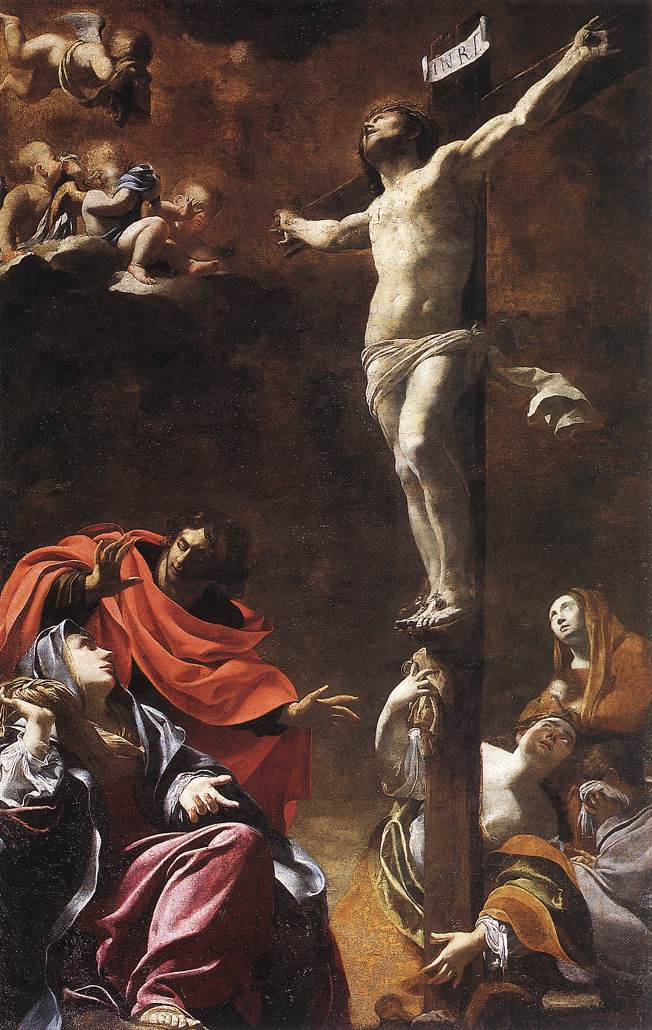
Korsfästelsen av Simon Vouet (cirka 1622).
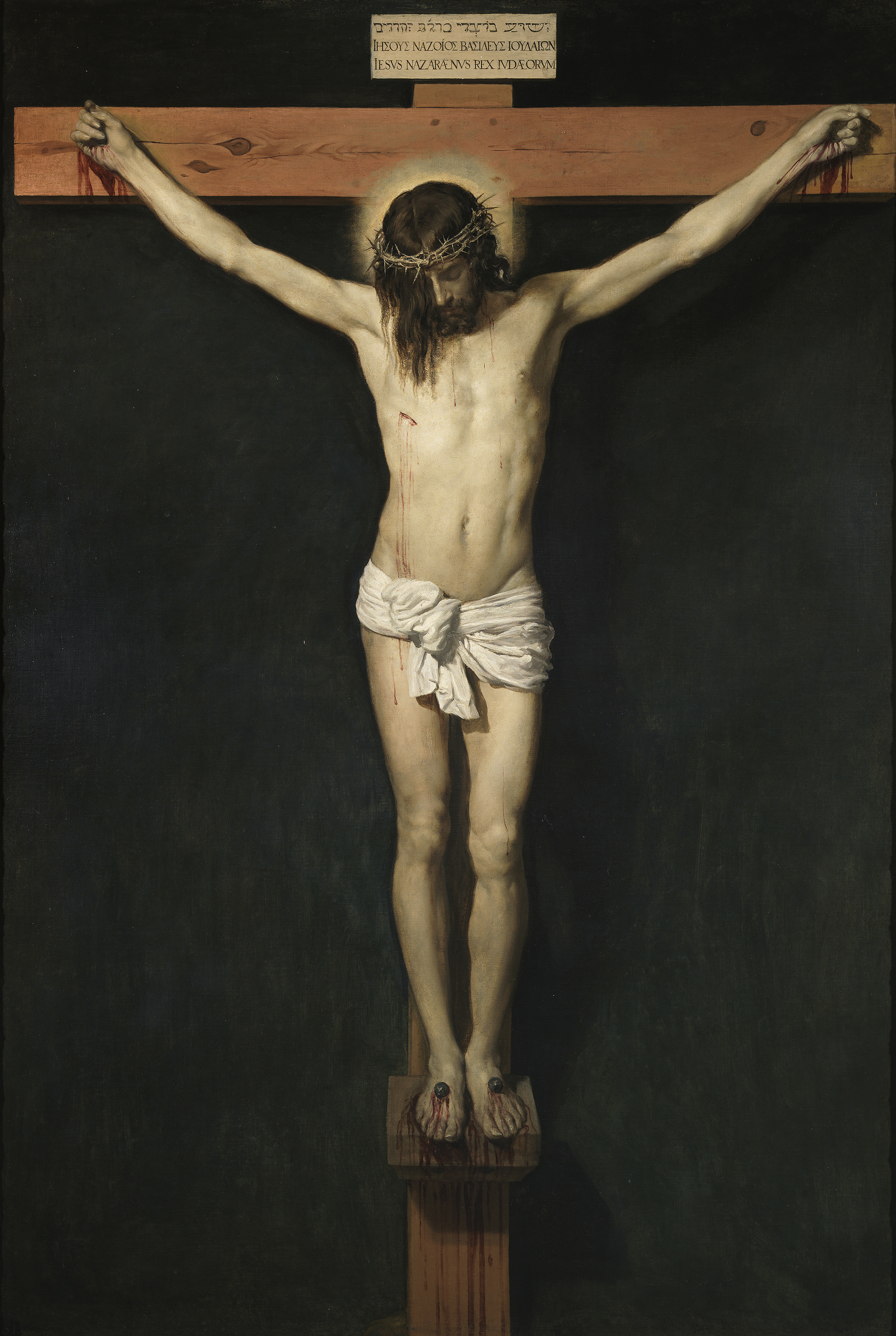
Kristi korsfästelse av Diego Velázquez (1632).